# Международен съд на ООН
 Тази статия е за институцията на ООН, създадена през 1945 година.  За независимата международна институция, създадена през 1998 година вижте Международен наказателен съд.  
Международният съд на ООН (на френски: Cour internationale de Justice; на английски: International Court of Justice) е основният съдебен орган на Организацията на обединените нации (ООН), който е сред 6-те основни органи.
Учреден е през 1945 година и започва работа през 1946 година, с основната цел да разрешава спорове, представени пред него от различни държави, и да дава тълкувания по правни въпроси, поставяни пред него от Общото събрание и Съвета за сигурност на ООН, както и от други упълномощени агенции. Седалището на Международния съд е в Хага, Нидерландия. Съдът функционира в съответствие със Статута (устава), който е част от Устава на ООН, и със своя Регламент.

## История
Съдът започва работа през 1946 г., заменяйки Постоянната палата за международно правосъдие, която е учредена през 1920 г. под егидата на Лигата на Нациите. През октомври 1945 г. Постоянната палата, на своята последна сесия, приема решение за предаване на архивите и имуществото си на Международния съд, който също трябва да заседава в Двореца на мира в Хага. На 31 януари 1946 г. съдиите от Постоянна палата за международно правосъдие подават оставка и на 5 февруари Общото събрание и Съвета за сигурност на ООН избират първите членове на Международния съд. През април 1946 г. Постоянната палата официално е разпусната и Международният съд, събрал се на първото си заседание, избира за свой председател съдията Хосе Густав Героро (Салвадор), който е и последния председател на Постоянната палата за международно правосъдие. Първото заседание на съда е проведено на 18 април 1946 г.
Най-дългият срок при изпълнението на длъжността пълномощен съдия принадлежи на Манфред Ляхс (Полша), който е съдия в продължение на 26 години. Най-краткият (19 месеца) е на Ричард Бакстър (САЩ).

## Нормативни актове
Нормативните актове, от които се ръководи дейността на Международния съд, са:
- Статутът на съда,
- Регламентът от 1978 година,
- Резолюцията относно вътрешните правила на производството по съдебни дела от 1976 година,
- Правилникът на съда за упражняване на функциите му.

## Субекти в производството
Съдът може да се сезира само от държави. Същевременно той може да се обръща към международни организации, когато:
- разглежда въпроси относно учредителните договори на тези организации. Тогава той изпраща преписи от делото на тези организации;
- съдът желае да получи информация от определена международна организация по дадено дело.

## Състав на съда
Към 27 април 2012 г. съставът на съда е както следва:
| Име                             | Националност   | Позиция                        | Начало на пълномощията | Край на пълномощията |
| ------------------------------- | -------------- | ------------------------------ | ---------------------- | -------------------- |
| Петер Томка                     | Словакия       | Председател (2012 – 2015)      | 2003                   | 2021                 |
| Бернардо Сепулведа Амор         | Мексико        | зам.-председател (2012 – 2015) | 2006                   | 2015                 |
| Хисаши Оуада                    | Япония         | Член                           | 2003                   | 2021                 |
| Рони Ейбрахам                   | Франция        | Член                           | 2005                   | 2018                 |
| Сър Кенет Кейт                  | Нова Зеландия  | Член                           | 2006                   | 2015                 |
| Мохамед Беноа                   | Мароко         | Член                           | 2006                   | 2015                 |
| Леонид Скотников                | Русия          | Член                           | 2006                   | 2015                 |
| Антонио Агусто Канчадо Триндаде | Бразилия       | Член                           | 2009                   | 2018                 |
| Абдулкави Ахмед Юсуф            | Сомалия        | Член                           | 2009                   | 2018                 |
| Сър Кристофър Грийнууд          | Великобритания | Член                           | 2009                   | 2018                 |
| Сюе Ханцин                      | Китай          | Член                           | 2010                   | 2021                 |
| Джан Е. Донахю                  | САЩ            | Член                           | 2010                   | 2015                 |
| Джорджо Гаджа                   | Италия         | Член                           | 2012                   | 2021                 |
| Джулия Себутинде                | Уганда         | Член                           | 2012                   | 2021                 |
| Далвир Бхандари                 | Индия          | Член                           | 2012                   | 2018                 |

## Съдопроизводство
Съдът се занимава с най-разнообразни дела. До днес той не е разглеждал много съдебни дела. От 1980-те насам обаче има тенденция за все по-голямото му използване, особено от страна на развиващи се страни. Така например през 1986 година Международният съд взима решение, че Съединените щати нарушават международните закони с войната в Никарагуа, което води до оттеглянето на американците оттам.
За да се конституира съдът е нужен кворум от 9 съдии, като решенията се взимат с мнозинство от присъстващите. При равен брой гласове се взима предвид гласът на председателя. Съдът се сезира с писмена молба до секретаря, в която се посочват страните по делото и предметът на спора. Съдопроизводството протича в два стадия – писмен и устен. Страните участват със свои представители. Процесът е публичен, а решението се обсъжда на закрито заседание. Решението по делото е задължително само за страните по него, а третите държави са длъжни да го уважават.
Допуска се преглед на решението само по една-единствена причина – когато са открити факти от решаващо естество – новооткрити факти, а не новосъздадени. Откриването на фактите на по-късен етап не бива да се дължи на небрежно отношение на страна по делото. Прегледът обаче е възможен до 6 месеца след откриване на фактите и не по-късно от 10 години след постановяване на съдебното решение. С оглед стеснения предмет на разглеждането при прегледа не може да се счита, че това е преразглеждане /пререшаване/ на делото, което е в противоречие с окончателността и необжалваемостта на решенията на МСООН. Решенията на МСООН се ползват със силата на присъдено нещо и не са източник на международно право не създават правни норми.

### Спорни въпроси
При спорни случаи, Международният съд постановява обвързващо решение между държавите, които са съгласни да се подчинят на решението на съда. Само суверенна държава може да бъде страна по спора. Отделни личности, корпорации, масти от федерална държава, неправителствени организации, органи на ООН и самоопределящи се групи са изключени от пряко участие в случаите, макар че съдът може да получава информация от обществени международни организации. Това не изключва недържавни интереси да са предмет на съдопроизводство, ако една държава води дело срещу друга. Например, една държава може, в случай на „дипломатическа защита“, да заведе дело от името на един от гражданите си или отделна корпорация.
Юрисдикцията често е ключов въпрос за Съда при спорни случаи. Основният принцип е, че Международният съд има юрисдикция само при изразено съгласие. В член 36 са посочени четири фундаментални правила, на която може да се основе юрисдикцията на Съда.
- Първо, 36 (1) гласи, че страните могат да отнесат случаите към Съда (юрисдикция въз основа на „специално споразумение“ или „компромис“). Този метод се основава повече на изричното съгласие, отколкото на задължителната юрисдикция. Това е, може би, най-ефективната основа за компетентността на Съда, тъй като засегнатите страни имат желание спорът да се реши от него и по този начин е по-вероятно да се съобразят с решението на Съда.
  - Второ, 36 (1) също така дава юрисдикция на Съда при „въпроси, изрично предвидени... в договори и конвенции, които са в сила“. Повечето съвременни договори съдържат компромисна клауза, осигуряваща разрешаването на бъдещ спор от Международния съд. Случаи, основани на компромисните клаузи, може да нямат такъв ефект като случаите, основани на специални споразумения, тъй като държавата може да няма интерес въпроса да бъде разгледан от Съда, и може да откаже да се съобрази със съдебното решение. Например, по време на криза със заложниците в Иран, Иран отказа да участва в делото, заведено от САЩ въз основа на компромисната клауза, съдържаща се в Виенската конвенция за дипломатическите отношения, нито да се съобрази с решението.[11] От 1970 г. насам, употребата на такива клаузи при подписване на договори намалява. Много съвременни договори дефинират свой собствен начин за разрешаване на спорове, често основан на форми на арбитраж.[12]
- Трето, член 36 (2) дава възможност на държавите да направят, под формата на незадължителна клауза, декларация за приемане на юрисдикцията на Съда. Определението „задължителна“, което понякога е прилагано като придаващо юрисдикция от член 36 (2), е подвеждащо, тъй като декларациите на държавите са доброволни. Освен това, много декларации съдържат уговорки (клаузи) като изключване от юрисдикцията на определени видове спорове (ratione materia – „от материален обхват“).[13] Принципът на реципрочност може допълнително да ограничи юрисдикцията. Към февруари 2011 г. 66 държави имат подобни декларации в сила.[14] От постоянните членки на Съвета за сигурност, само Обединеното кралство има такава декларация. В ранните години на Международния съд, повечето декларации са направени от страна на индустриалните страни. От делото „Никарагуа срещу САЩ“, декларациите, направени от развиващите се страни се увеличават, което отразява нарастващото доверие в съда от 1980-те години насам. През последните години обаче, индустриалните страни понякога увеличават уговорките за изключване от юрисдикцията или оттеглят декларациите си. Примери за това са Съединените щати и Австралия, която променя декларацията си през 2002 г., за да изключи спорове относно морските си граници (най-вероятно за да предотврати предстоящ съдебен спор с Източен Тимор, който придобива независимостта си два месеца по-късно).[15]
- И последно, 36 (5) предвижда юрисдикция въз основа на декларации, направени по силата на устава на Постоянната палата за международно правосъдие.

В допълнение Съдът може да има юрисдикция въз основа на „мълчаливо съгласие“ (forum prorogatum). При липса на ясна юрисдикция по силата на член 36, тя ще бъде установена, ако респондента приеме юрисдикцията на Международния съд изрично или просто пледира по съществото на спора. Този прецедент възниква по време на делото „Великобритания срещу Албания“ през 1949 г., касаещо спора за протока Корфу. Съдът постановява, че писмото от Албания, посочващо, че тя предоставя правомощията на Международния съд, е достатъчно на Съда да получи юрисдикция.

## Съвещателни мнения
Международният съд може да дава съвещателни мнения само ако му бъдат поискани от правоимащи за това органи и организации – органи – ОСООН и ССООН, които съгласно УООН имат това правомощие; други органи на ООН – ИКОСОС, Съвета за попечителство и Временния комитет на ОСООН, които са упълномощени от ОСООН, както и специализираните организации към ООН доколкото това е предвидено в споразуменията им сключени с ООН които ги правят СО. Те нямат задължителна сила. Съществува обаче практика на отделни международни организации да признават тези мнения за задължителни. Съвещателната юрисдикция на МСООН има две основания – искането да изхожда посредством резолюция от правоимащ орган и въпросът по който се иска съвещателно мнение да е правен по своята същност.
Съвещателните мнения имат статут и авторитет поради факта, че това е официално произнасяне на главния съдебен орган на Организацията на Обединените нации. Те често са спорни, тъй като задаваните въпроси са противоречиви или делото се използва като индиректен начин за показване пред Съда, че това наистина е спорен въпрос. Известно становище например е по „делото за ядрените оръжия“.
Международният съд и Съветът за сигурност
Член 94 установява задължението на всички членове на ООН да се съобразяват с касаещите ги решения на Съда. Ако страните не спазят това изискване, спорният въпрос може да бъде отнесен пред Съвета за сигурност за правоприлагащи действия. Такъв метод на прилагане има очевидни проблеми. Ако решението е срещу една от петте постоянни държави членки на Съвета за сигурност или нейни съюзници, върху всяка резолюция на изпълнение ще бъде наложено вето. Това става например, при делото „Никарагуа срещу САЩ“, когато Никарагуа отнася неспазване на решението на Съда от страна на САЩ пред Съвета за сигурност. Освен това, ако Съветът за сигурност откаже да приложи съдебно решение срещу всяка друга държава, няма друг метод за принуда на държавата да се съобрази с решението. Най-ефективната форма за правоприлагащи действия на Съвета за сигурност, принудителните мерки съгласно глава VII от Устава на Организацията на обединените нации, може да бъде оправдана, само ако на риск са изложени международния мир и сигурност. Съветът за сигурност никога не е правил това.
Връзките между Международният съд и Съвета за сигурност, и разделянето на правомощията им, са взети предвид от Съда през 1992 г. при случая с взривяването на самолет на „Пан Ам“ над Локърби. Съдът е трябвало да разгледа заявление от Либия за временни мерки, които да защитят правата ѝ, които, както държавата твърди, са били нарушени от заплахата от икономически санкции от Обединеното кралство и Съединените щати. Проблемът е, че тези санкции са били разрешени от Съвета за сигурност, което е довело до потенциален конфликт между функциите на Глава VII на Съвета за сигурност и съдебната функция на Съда. Съдът решава, с единадесет гласа срещу пет, че не може да нареди прилагането на исканите временни мерки, тъй като правото на претенции от страна на Либия (дори и да е узаконено според Монреалската конвенция), prima facie не е счетено за уместно, тъй като действието е разпоредено от Съвета за сигурност. В съответствие с член 103 от Устава на ООН, произтичащите от устава задължения имат предимство пред други договорни задължения. Независимо от това, през 1998 г. Съдът обявява жалбата за допустима. Решение по същество не е взето, тъй като през 2003 година страните (Обединеното кралство, САЩ и Либия) уреждат случая извънсъдебно.

## Работа на Международния съд

### Някои разгледани дела
Някои дела, разгледани в Международния съд на ООН:
- Проектът Габчиково–Надимарош (Унгария против Словакия).
- Амаду Садио Диало (Гвинея против ДР Конго).
- Военните действия на територията на Конго (ДР Конго против различни държави).
- Прилагане на Конвенцията за геноцид и наказанията към нея (Хърватска против Сърбия).
- Териториален и морски спор (Никарагуа против Колумбия).
- Някои углавни съдопроизводства във Франция (Република Конго против Франция).
- Целулозните заводи на река Уругвай (Аржентина против Уругвай).
- Морски спор (Перу против Чили).
- Разпръскването на хербициди от въздуха (Еквадор против Колумбия).
- Прилагане на Международната конвенция за ликвидирането на всички форми на расова дискриминация (Грузия против Русия).
- Съответствие към международното право на едностранното провъзгласяване на независимост от страна на Косово (поискано съвещателно мнение).
- Прилагане на временно споразумение от 13 септември 1995 г. (Северна Македония против Гърция).
- Юридически имунитет на държавата (ФРГ против Италия).
- Въпроси, отнасящи се до задължението за екстрадиция или преследване (Белгия против Сенегал).
- Въпроси, отнасящи се до компетентността и изпълнението на съдебни решения по граждански и търговски дела (Белгия против Швейцария).

### Териториални спорове
Благодарение на работата си, Международният съд не само допринася за развитието на редица правни принципи, регламентиращи реда на придобиване и делимитация на територии, но също така и решава голям брой спорове между различни държави.
Примери за това са следните спорове, разгледани от Съда.
През 1962 г. Съдът постановява, че храма Пра Вихеар, място за поклонение и богослужение на кхмерите, контролиран от Тайланд от 1954 г., в действителност се намира на територията на Камбоджа и следователно Тайланд трябва да оттегли полицейските и въоръжените си сили, и да се върне всички елементи, взети от руините. Тайланд изпълнява решението на Съда.
През 1986 г., в дело, касаещо граничния спор между Буркина Фасо и Мали, страните напълно признават пограничната линия, установена от специалната комисия, сформирана от Съда.
През 1992 г. друга комисия слага край на съществувалия в продължение на 90 години спор между Салвадор и Хондурас относно сухопътните и морски граници на двете държави и границите между островите им. През 1969 г. напрежението, свързано със спора, е дотолкова силно, че футболния мач между съставите на двете страни в квалификациите за световното първенство довежда до краткотрайна, но кръвопролитна война (известна като „футболната война“).
Неотдавна Съдът решава териториалния спор между Либия и Чад за така наречената Ивица Аузу с площ 125 хиляди км² в пустинята Сахара, за която двете страни воюват няколко пъти. През 1994 г. Съдът излиза с решение в полза на Чад и няколко месеца по-късно, всички либийски войски окупирали района, са изведени от него, под контрола на изпратените от Съвета за сигурност на ООН наблюдатели.
През 1999 г., Съдът също така разрешава сложния пограничен спор за границата между Ботсвана и Намибия, касаещ остров в река Чобе с площ от 3.5 km². Той постановява, че остров Касикили (Седуду) принадлежи на Ботсвана и Намибия обявява, че ще спази решението.
На 3 февруари 2009 г. Съдът излиза с решение по териториалния спор между Украйна и Румъния. Това е стотният процес в историята на Съда.
На 22 юни 2010 г. Съдът издава консултативно мнение по валидността на Декларацията за независимост на Косово, в което решава, че декларацията не е нарушила международното право. Въпреки това, този извод не е правно обвързващ, тъй като разглежданият въпрос е в компетенциите на Съвета за сигурност на ООН.

## Критики
Международният съд е критикуван по отношение на решенията, процедурите и авторитета си. Както и критиките към Организацията на обединените нации като цяло, много от тях се отнасят повече към общия орган на държавите членки отколкото към специфични проблеми в състава на съдиите или техните решения. Основните критики включват:
- „Задължителната“ юрисдикция е ограничена само до случаите, в които двете страни са се споразумели да приемат решението, и по такъв начин, случаите на агресия автоматично се прехвърлят на Съвета за сигурност. Според принципа на суверенитета на международното право, никоя нация не е по-висшестояща или нисшестояща от друга. Ето защо няма наличие на субект, който може да принуди страните да действат според закона или да наказва държавите, в случай на нарушение на международното право. Следователно, поради липсата на задължителна сила, дори и да има 191 държави членки на Международния съд, членките не трябва непременно да приемат юрисдикцията на Съда. Освен това, членството в ООН и Международния съд не дава автоматично юрисдикция над държавите членки, а е въпрос на съгласие от страна на всяка държава.
- Организации, частни предприятия и физически лица не могат да завеждат дела пред Международния съд, като например да обжалват решение на националния върховен съд. Агенциите на ООН също не могат да внесат за разглеждане случай, с изключение на тези за консултативни мнения (процес, започнат от Съда и правно необвързващ). Само държави могат да внасят случаи и да са ответници по делата. Това означава, че потенциалните жертви на престъпления срещу човечеството, такива като по-малките етнически групи или коренно население, може и да не получат необходимата подкрепа от държавата.
- Други съществуващи международни тематични съдилища, като например Международния наказателен съд, не са под върховенството на Международния съд. За разлика от него обаче, те работят независимо от Организацията на обединените нации. Тази дуалистична структура между различните международни съдилища понякога затруднява самите тях при участието им в ефективна и обща юрисдикция.
- Международният съд няма пълно разделение на властите, като постоянните членове на Съвета за сигурност имат правото да наложат вето дори при изпълнението на случаи, при които са се съгласили предварително да приемат решението.[20] Тъй като юрисдикцията няма задължителен характер сама по себе си, много случаи на агресия се разглеждат от Съвета за сигурност, който приема резолюции и т.н. Затова е много вероятно държавите членки на Съвета за сигурност да избягват отговорност пред Международния съд, както е примера на делото „САЩ срещу Никарагуа“.